# アレクサンドル・コロブネフ
アレクサンドル・ヴィクトロヴィッチ・コロブネフ（ロシア語: Александр Викторович Колобнев, ラテン文字転写: Alexandr Viktorovich Kolobnev 1981年5月4日 - ）は、ロシア、ヴィクサ出身の元自転車競技（ロードレース）選手。

## 経歴
2002年、アクア&サポーネとプロ契約を結ぶ。
2003年、マリオ・チポッリーニ擁するドミーナ・ヴァカンツェに移籍。
2004年
- 国内選手権・個人ロードレースを制覇。
- アテネオリンピック・個人ロードレースでは10位に入った。

2005年、ラボバンクに移籍。
- ジロ・デ・イタリア 総合21位
- ブエルタ・ア・エスパーニャ総合54位
- 世界選手権・個人ロードレースでは7位に入った。

2007年、チームCSCに移籍。
- この年創設されたモンテ・パスキ・エロイカ（現名称:ストラーデ・ビアンケ）　優勝

2位はCSCのチームメイトマルクス・リュンクイストだった。
- 世界選手権・個人ロードレースでは、優勝のパオロ・ベッティーニと最後まで優勝争いを演じ、僅差の2位に入る。

2008年
- 北京オリンピック・個人ロードレースでは最後まで優勝争いの一角に加わり、4位で入賞した。
- その1年後の2009年11月17日、2位入賞のダヴィデ・レベッリンの失格により、3位に繰り上がり、銅メダルを獲得することになった。

2009年
- 世界選手権・個人ロードレースでは、カデル・エヴァンスに次いで2位に入った。
- ジロ・ディ・ロンバルディア3位。

2010年、チーム・カチューシャへ移籍。
- 国内選手権・個人ロードレース 優勝。

2011年
- グラン・プレミオ＝ミゲル・インドゥライン 2位
- アムステルゴールドレース 5位

2012年
- 4月28日、チーム・カチューシャに復帰。
- ツール・ド・ポローニュ 総合4位
- グランプリ・シクリスト・ド・モンレアル 3位

2013年
- ツール・ド・ワロニー第1ステージ　優勝

2016年、ガスプロム・ルスヴェロに移籍
- ヴォルタ・アン・アルガルヴェ 山岳賞

同年引退した。

## タイプ
世界選手権やオリンピックなど厳しいコースで実力を発揮するクラシックライダー。

## ドーピング問題
- 2011年のツール・ド・フランス第5ステージ終了後に採取された尿の中に、利尿薬であるヒドロクロロチアジドの陽性反応が確認された[1][2]。これを受け、コロブネフは意図的に行っていないと主張していたが、同月20日、Bサンプルでも陽性反応が確認された[3]。
- 2012年2月29日、スポーツ仲裁裁判所(CAS)は上記の事例について、競技力向上に起因するものではなく、医学的見地から使用されたとみなし、処分なしの裁定を下した[4]。